# Mecanica nostalgică a întâmplărilor
Mecanica nostalgică a întâmplărilor este un film românesc din 2014 regizat de Constantin Popescu. Rolurile principale au fost interpretate de actorii Victor Rebengiuc.

## Distribuție
Distribuția filmului este alcătuită din:
- Alexandru Potocean
- Victor Rebengiuc
- Andreea Gheorghe
- Dragoș Bucur
- Nicodim Ungureanu
- Constantin Diță
- Antonia Micu
- Nea Petrică — El însuși
- Vasile Calofir
- Alexandru Georgescu
- Mirela Țugui